# Decimazione della brigata Ravenna
La decimazione della brigata Ravenna fu la risposta delle autorità militari a una protesta collettiva del 21 marzo 1917 dei soldati di una compagnia del 38º reggimento all'annuncio della soppressione delle promesse licenze. Nonostante la protesta fosse stata rapidamente sedata, vennero fucilati due soldati che si erano attardati, mentre il reggimento era ripartito per la prima linea e, il giorno dopo, si sorteggiarono venti soldati della compagnia e tra questi si sorteggiarono cinque, che vennero fucilati. Successive indagini e conseguenti condanne a morte portarono a 28, in totale, i fucilati della brigata Ravenna per quell'episodio di rivolta.

## I fatti del marzo 1917
La sera del 21 marzo 1917 il 38º reggimento ricevette l'ordine di ripartire, da Savogna d'Isonzo nelle retrovie,  per la prima linea invece di andare in licenza, come promesso. In previsione dell'inaspettata partenza, prevedendo eventuali rivolte, il comando aveva richiesto l'intervento dei carabinieri e di alcune automitragliatrici blindate. Alla notizia solo i soldati della 7ª compagnia protestarono, con grida e spari in aria, e la rivolta fu rapidamente sedata dagli ufficiali di plotone e dall'intervento, appoggiato dalla presenza delle automitragliatrici, del comandante di brigata Pistoni. La compagnia ribelle fu radunata e avviata verso la prima linea. Informato dei fatti, il comandante dell'VIII Corpo d'Armata, il generale Carlo Carignani di Novoli e Tolve, rimase insoddisfatto dell'azione incruenta del comandante della brigata, il generale Pistoni, e inviò subito sul posto il comandante di divisione (VII) Domenico Guerrini, che, arrivato a notte inoltrata, fece fucilare subito due soldati del reggimento, scoperti a dormire nelle baracche, per poi ricevere l'ordine da Carignani di sorteggiare 20 soldati della compagnia e, tra questi, sorteggiarne cinque da mandare a morte. I cinque sorteggiati furono fucilati il giorno seguente, il 22. La repressione seguì con tre sentenze di morte, emanate da un tribunale speciale, il giorno immediatamente successivo. Il comandante della brigata, generale Giuseppe Pistoni, e il comandante del 38º reggimento, il tenente colonnello Giuseppe Corà, vennero immediatamente, il 22 marzo, destituiti da Carignani.
I fatti sono noti nei dettagli per la testimonianza, allegata alla Relazione della Commissione di Inchiesta su Caporetto, R.D. 12 gennaio 1918, dell'aiutante in campo della brigata Ravenna, il capitano Alfredo Caloro. Benché non potesse considerarsi, in termini numerici, una decimazione (solo 5 soldati su, al massimo, 200), l'introduzione del sorteggio per infliggere una pena capitale ne cambia la qualità, avvicinandola all'arbitrio, e come ''decimazione'' veniva inflitta e percepita dalla truppa.

### Successiva repressione
Queste morti non furono ritenute sufficienti da Carignani che, valutando che una brigata che si era dimostrata ''turbolenta'' non meritasse clemenza, ordinò la fucilazione immediata di tutti gli appartenenti alla brigata che avevano ottenuto il differimento della condanna per diserzione, così altri 18 soldati vennero fucilati.